# Aldo Capitanio
Aldo Capitanio (Camisano Vicentino, 28 maggio 1952 – Camisano Vicentino, 19 settembre 2001) è stato un fumettista italiano.

## Biografia
Disegnatore ed illustratore, esordisce giovanissimo, nel 1970, con alcune illustrazioni, sulle pagine del periodico "Il Santo dei Miracoli". 
L’esordio professionale è nel 1972, collaborando con Gianni Bono sul periodico Eureka coni l racconto dal titolo "Nel giorno delle nozze".
Negli anni settanta disegna per Il Giornalino le riduzioni a fumetti di alcune opere salgariane, tra cui spiccano Il Corsaro Nero e La Regina dei Caraibi, nel 1977, su testi di Renata Gelardini.
Dal 1978 al 1982 disegna Wanneka, su testi di Toni Pagot.
Agli inizi degli anni ottanta collabora col giornalista Enzo Biagi ai disegni della Storia d'Italia a fumetti, edita da Arnoldo Mondadori Editore. 
Dal 1989 entra a far parte della Sergio Bonelli Editore, disegnando storie di Nick Raider e Tex.
Nel 1995 per i quarant'anni de Il grande Blek disegna l'episodio "Avventura sul San Lorenzo", Nello stesso anno collabora con la Scripta Edizioni di Giorgio Marenghi, disegnando le ricostruzioni della Vicenza medievale, per la rivista Storia Vicentina. Nel 1997 collabora alla realizzazione dei disegni per la serie La Storia dell'Uomo edita da De Agostini.
Muore a soli 49 anni dopo una breve malattia.

## Riconoscimenti
- Premio ANAFI (Associazione Nazionale Amici del Fumetto e dell'Illustrazione) 1996 come miglior disegnatore
- Premio INCA (Italian Internet Comics Award) edizione Winter 2002, nella categoria Miglior Disegno per Matador! - La Collera dei Montoya, Tex n. 488-489

## Mostre
- Fiera di Vicenza, 6-14 marzo 1999, Vicenza fra le nuvole. L'arte del fumetto nei disegni originali di Aldo Capitanio e Giuliano Piccininno, regia di Gabriele Scotolati
- Biblioteca Civica di Camisano Vicentino, 16 ottobre-6 novembre 2004, Aldo Capitanio: Il segno dell'avventura
- 13º Salone del Fumetto 24-26 marzo 2006, Fiera Milano City - Milano, con le tavole originali della riduzione a fumetti dei romanzi Il Corsaro Nero e La Regina dei Caraibi
- Lonigo Comics, 3-4-5 aprile 2009, Aldo Capitanio: Inediti
- Schio Comics, 26/27 settembre - 3/4 ottobre 2009, Aldo Capitanio: Sulla Pista di Tex
- ViArt Vicenza, 10-26 febbraio 2012, Le Vicenze di Vicenza, Aldo Capitanio – Gabriele Scotolati
- Centro Palladio Vicenza, 3 marzo-1 aprile 2012, Le Vicenze di Vicenza, Aldo Capitanio: Ingrandimenti
- Biblioteca Civica di Camisano Vicentino, 8-22 ottobre 2017, Camisano Disegna: Dall'eredità di Aldo Capitanio ai nuovi talenti